# Jungfru Mariаs födelses kyrka, Dunavtsi
Jungfru Mariаs födelses kyrka (bulgariska: Храм „Рождество Богородично“; translitteration: Hram ''Rozhdestvo Bogorodichno'') är en bulgarisk-ortodox kyrkobyggnad belägen på en gård i staden Dunavtsi i regionen Vidin, i nordvästra Bulgarien.
Kyrkan är helgad åt den liturgiska festdagen Jungfru Marie födelse och tillhör Vidins stift.

## Historik
Jungfru Mariаs födelses kyrka i Dunavtsi byggdes år 1963 på begäran av den lokala befolkningen. Den invigdes i maj 1964.

## Kyrkobyggnaden
- Kyrkobyggnaden är 20 m lång, 12 m bred, 8 m hög och enskeppig.[1][2][3]
- Inne i kyrkan finns ikoner som målades av Dicho från Makedonien.[1]
- Det finns även en del av evangelisten Lukas reliker.[4]

## Bilder

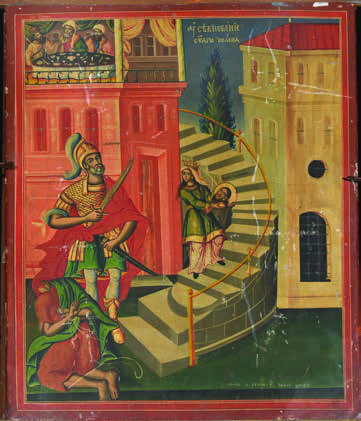
Ikon från kyrkan som föreställer halshuggningen av Johannes Döparen från kyrkan.
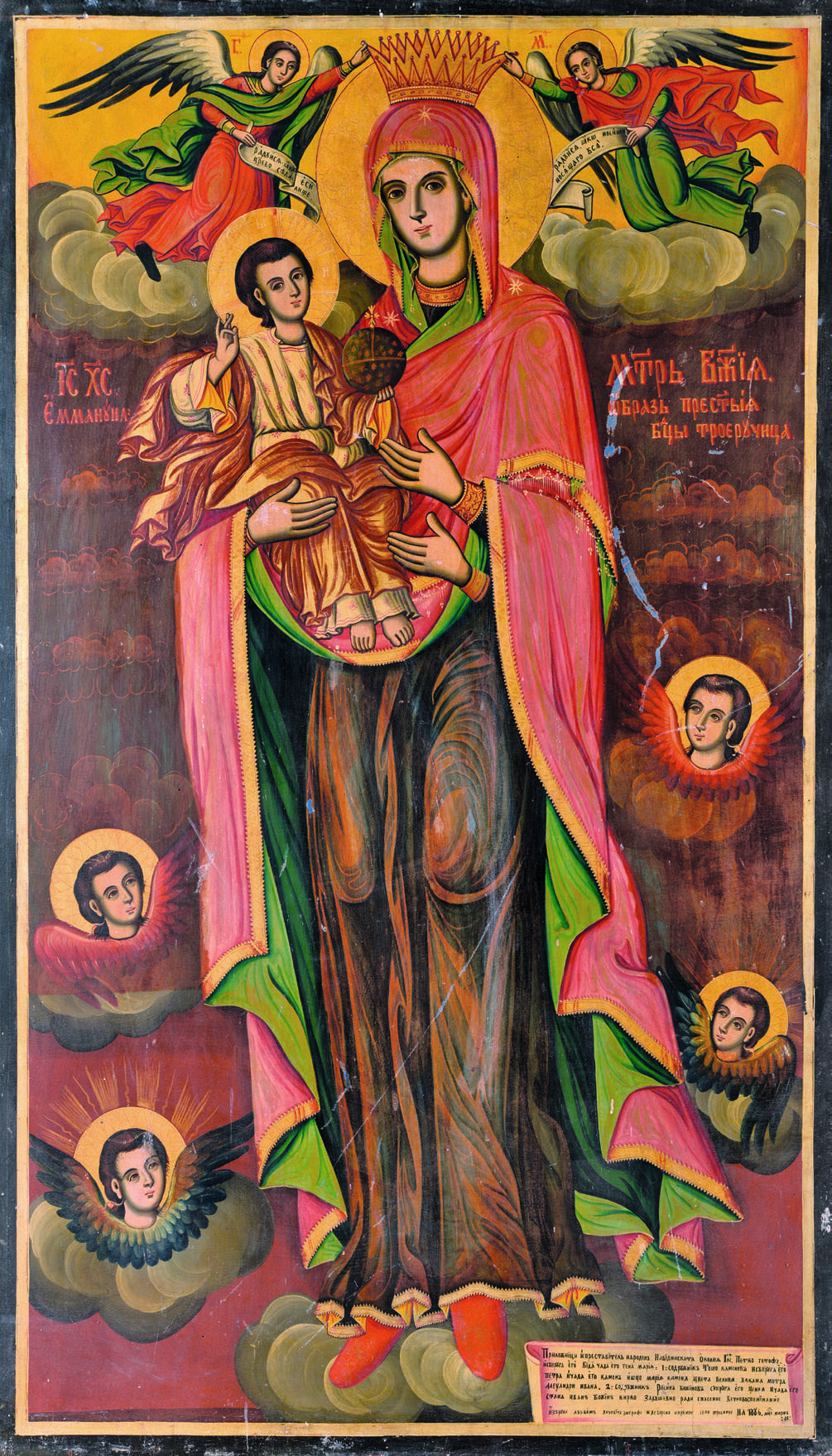
Annan ikon från kyrkan föreställande Jungfru Maria (Guds moder) med Jesusbarnet.

### Allmänna källor
- Национален седмичник за практически земеделски съвети, информация и агробизнес (agrovestnik.com)
- Храм "Рождество на Пресвета Богородица" - Дунавци | Опознай.bg (opoznai.bg)
- Храм „Рождество на Пресвета Богородица“ – Дунавци – Открий.бг (otkrii.bg)
- Рождество Богородично в Дунавци – Телевизия Видин (vidin.tv)